# Rondel Sorrillo
Rondel Kelvin Sorrillo (La Brea, 24 januari 1986) is een sprinter uit Trinidad en Tobago. Hij nam driemaal deel aan de Olympische Spelen en behaalde hierbij geen medailles.

## Biografie
Sorrillo nam deel aan de Olympische Spelen van 2008 in Peking. Op de 200 m werd hij uitgeschakeld in de kwartfinale. Op de Wereldkampioenschappen atletiek 2011 eindigde Sorrillo op de zevende plaats in de finale van de 200 meter. In 2012 nam Sorrillo deel aan de Olympische Spelen van 2012 in Londen. Op de 100 m kwalificeerde hij zich voor de halve finale, waarin hij werd uitgeschakeld in 10,31 s. Op de 200 meter kwam hij niet verder dan de reeksen.
Op de Olympische Spelen van 2016 in Rio de Janeiro nam hij deel aan zowel de 100 m als de 200 meter. Op de 100 meter sneuvelde hij in de reeksen, terwijl hij op de 200 meter werd uitgeschakeld in de halve finale. In de finale van de 4x100 meter eindigde Sorrillo met zijn landgenoten aanvankelijk op de zevende plaats. Achteraf bleek Emmanuel Callender echter buiten zijn baan te hebben gelopen, zodat het viertal werd gediskwalificeerd.

## Persoonlijke records
Outdoor
| Afstand | Prestatie | Datum            | Plaats        |
| ------- | --------- | ---------------- | ------------- |
| 100 m   | 9,99 s    | 25 juni 2016     | Port of Spain |
| 200 m   | 20,16 s   | 14 augustus 2011 | Port of Spain |

Indoor
| Afstand | Prestatie | Datum           | Plaats          |
| ------- | --------- | --------------- | --------------- |
| 55 m    | 6,19 s    | 17 januari 2013 | Gainesville     |
| 60 m    | 6,57 s    | 24 januari 2015 | Lexington       |
| 200 m   | 20,72 s   | 13 maart 2009   | College Station |
| 300 m   | 33,47 s   | 5 februari 2011 | Boston          |

## Palmares

### 60 m
- 2016: 6e in ½ fin. WK indoor - 6,68 s

### 100 m
- 2012: 6e in ½ fin. OS - 10,31 s
- 2013: 5e in serie WK - 10,25 s
- 2015: DNS WK
- 2016: 3e in serie OS - 10,23 s

### 200 m
- 2008:  Centraal-Amerikaanse en Caraïbische kamp. - 20,71 s
- 2008: 4e in 1/4 fin.OS - 20,63 s
- 2009:  Centraal-Amerikaanse en Caraïbische kamp. - 20,72 s
- 2009: 6e in ½ fin. WK - 20,63 s
- 2010:  Centraal-Amerikaanse en Caraïbische kamp. - 20,59 s
- 2011: 7e WK - 20,34 s
- 2011:  Centraal-Amerikaanse en Caraïbische kamp. - 20,64 s
- 2012: 5e in serie OS - 20,76 s
- 2013: 4e in de reeksen WK - 20,60 s
- 2014: 3e in ½ fin. Gemenebestspelen - 20,57 s
- 2016: 5e in ½ fin. OS - 20,33 s

### 4 x 100 m
- 2009:  Centraal-Amerikaanse en Caraïbische kamp. - 38,73 s
- 2010:  Centraal-Amerikaanse en Caraïbische kamp. - 38,24 s
- 2011:  Centraal-Amerikaanse en Caraïbische kamp. - 38,89 s
- 2013: 7e WK - 38,57 s
- 2014:  IAAF World Relays - 38,04 s
- 2014:  Gemenebestspelen - 38,10 s
- 2016: DSQ OS